# جان روزا
جان روزا هو منافس ألعاب قوى برازيلي، ولد في 1 فبراير 1990.

## وصلات خارجية
- جان روزا على موقع الاتحاد الدولي لألعاب القوى (الإنجليزية)